# Sông Kỳ Lộ
Sông Kỳ Lộ là một con sông ở các tỉnh Gia Lai, Bình Định và Phú Yên ở Nam Trung Bộ Việt Nam. Phần thượng lưu còn được gọi là sông La Hiên, trong khi phần hạ lưu còn được gọi là sông Cái..
Có nghiên cứu cho rằng cái tên Kỳ Lộ là do người Pháp khi cai trị Việt Nam đổi từ tên cũ của sông là Cà Lố mà ra.

## Dòng chảy
Sông Kỳ Lộ dài 120 km, bắt nguồn từ vùng núi La Hiên cao trên 1000 m tại giáp ranh giữa Bình Định và Gia Lai.13°43′04″B 108°47′00″Đ / 13,717748°B 108,78332°Đ
Sông chảy về hướng Đông Nam qua các huyện Đồng Xuân, Tuy An, đổ ra cửa biển Tiên Châu ở Tuy An (Phú Yên) với một phân lưu đổ vào Đầm Ô Loan.
Các chi lưu của nó là Kẻ Cách, Cà Tơn, suối Cối, Thác Dài. Đoạn chảy trên địa phận tỉnh Phú Yên dài 76 km.
Phần thượng lưu của sông chảy giữa các dãy núi, nên hẹp, sâu và có độ dốc lớn. Mùa mưa trên sông hay có lũ. Do có đặc điểm như vậy, hàng ngàn năm những chân núi mà sông đi qua bị bào mòn tạo ra nhiều cảnh quang thiên nhiên đẹp và nên thơ. Tới hạ lưu, sông rộng hơn; hai bên bờ có nhiều bãi cát phẳng. Mùa hè nước sông trong veo tươi mát màu ngọc bích, có nơi nhìn thấy đáy sông.

## Thơ văn
Ca dao có câu:
"Sông Kỳ Lộ vừa sâu vừa hẹp
Nước Kỳ lộ vừa mát vừa trong
Thuyền anh bơi ngược dòng sông
Tìm em cho thỏa tấm lòng nhớ thương"